# Lepidostoma neboissi
Lepidostoma neboissi is een schietmot uit de familie Lepidostomatidae. De soort komt voor in het Oriëntaals gebied.